# Durangese Partij
De Durangese Partij, Spaans: Partido Duranguense, PD, is een politieke partij in de staat Durango in Mexico.
PAN · PRI · PVEM · PT · MC · Morena